# Nonza
Nonza (in corso Nonza) è un comune francese situato nel dipartimento dell'Alta Corsica nella regione della Corsica.

## Geografia
Nonza è situata nella costa occidentale di Capo Corso, su una falesia a picco su una grande spiaggia nera. Sorge a 20 km a nord di San Fiorenzo e a 33 km a nord-ovest da Bastia.

## Storia
Nonza, per la sua favorevole posizione, rappresentò un'importante presidio per il controllo di tutto il Capo Corso. Fece parte dei possedimenti della famiglia genovese degli Avvocati (o Advogari) quindi, nel corso del XIII secolo, dei Gentile. Nel 1489 passò sotto il controllo del Banco di San Giorgio.
Il 22 marzo 1768 tre colonne militari francesi al comando del maresciallo De Grandmaison lasciarono contemporaneamente Bastia e San Fiorenzo per occupare tutta la regione del Capo Corso e così applicare il trattato di Versailles. Due giorni dopo la loro partenza i due contingenti si ricongiunsero presso Nonza, dove nel frattempo si era asserragliato nella torre paolina il capitano Giacomo Casella. Quest'ultimo, tutt'altro che deciso ad arrendersi, aveva costruito un ingegnoso sistema di corde legate ai grilletti dei fucili che, attraverso le feritoie, gli permetteva di fare fuoco contemporaneamente da più posizioni contro gli assedianti. I francesi, bloccati dai proiettili, decisero di parlamentare per non rischiare perdite. Fu così che, con grande sorpresa degli assedianti, dalla torre uscì il solo Casella il quale, oltre ad ottenere la resa con tutti gli onori, poté rientrare, armato, tra le file dei patrioti còrsi accampati a Murato.

## Monumenti e luoghi d'interesse
- Chiesa di Santa Giulia, dedicata alla Patrona della Corsica, è un edificio del XVII secolo rimaneggiato nel XVIII secolo. È stata dichiarata monumento storico il 6 dicembre 1984[3].
- Torre di Nonza, fu fatta costruire da Pasquale Paoli nel 1757 per sorvegliare la costa. È stato dichiarato monumento storico il 5 luglio 1926[4].

## Società

### Evoluzione demografica
Abitanti censiti